# Carl Cowen Schirm

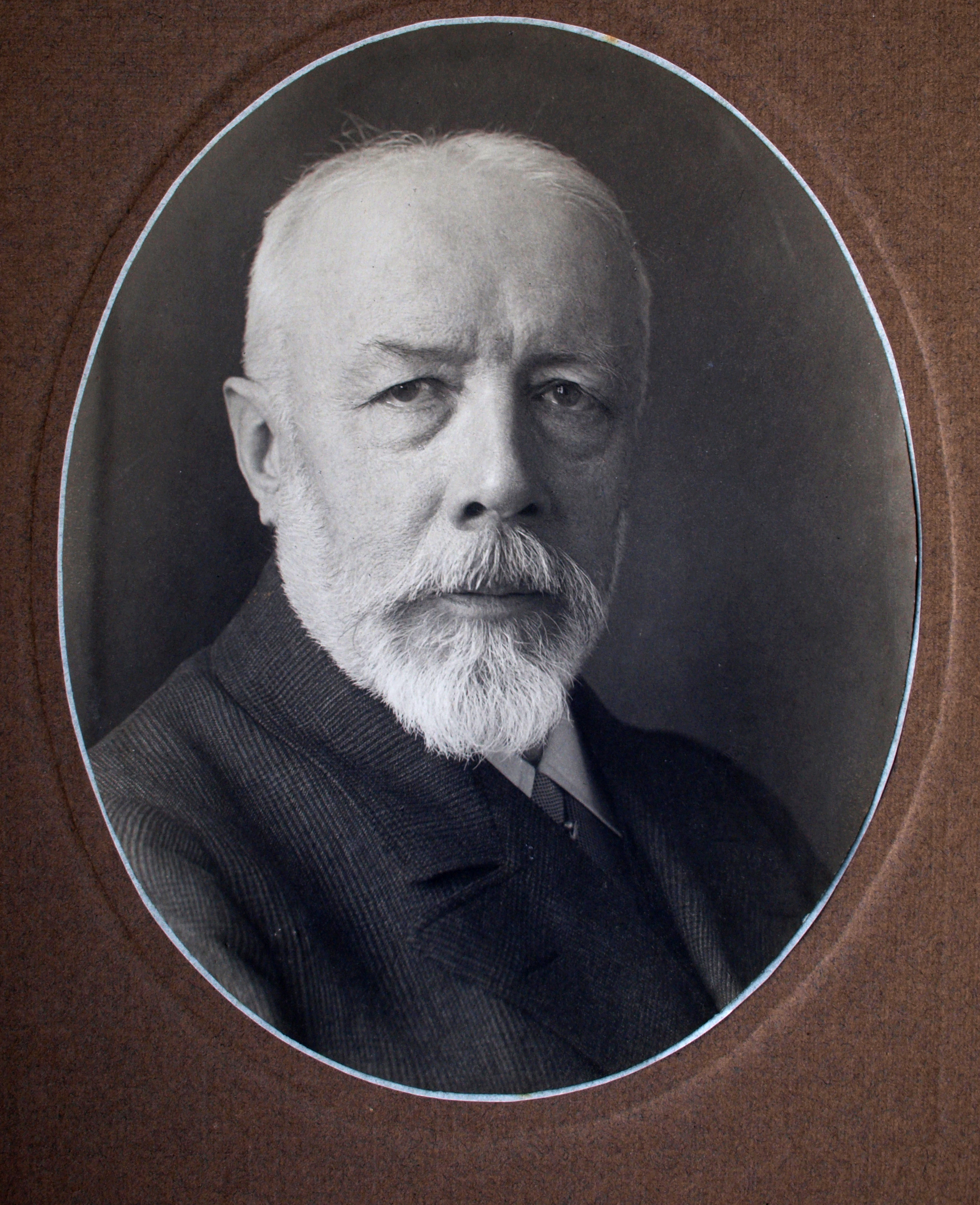
Carl Cowen Schirm, Landschaftsmaler und Erfinder

Johann Wilhelm Karl Cowen Schirm (Eigenbezeichnung Carl Cowen Schirm, letzter Vorname teilweise auch Coven geschrieben; * 24. November 1852 in Wiesbaden; † 3. April 1928 in Amelinghausen) war ein deutscher Landschaftsmaler und Erfinder. Er ist als jüngster der Reihe der realistischen Wiesbadener Maler Ludwig Knaus, Adolf Seel und Kaspar Kögler anzuschließen.

## Leben
Karl Cowen Schirm, der seine väterlichen Vornamen Johann und Wilhelm nicht benutzte, sich Carl schrieb und seine Werke mit C.C.Schirm und C.C.S. signierte, besuchte in Wiesbaden das humanistische Gymnasium und machte dort das Abitur. Nach einem anfänglichen Studium der Chemie und Physik in Bonn, entschloss er sich 1875 auf Anraten von Christian Eduard Boettcher Maler zu werden und studierte an der Großherzoglich Badische Kunstschule Karlsruhe bei Hans Fredrik Gude, Wilhelm Riefstahl, Carl Gussow und Ernst Hildebrand. Er wurde Meisterschüler bei Gude, dessen Tochter Gunhild er 1882 heiratete.

Carl Coven Schirm: Schottisches Hochgebirge in Assynt - Inchnadamph, 1878, Öl auf Leinwand, 53 × 89 cm, Privatsammlung Wiesbaden

1880/81 führte ihn eine längere Studienreise mit den Malerkollegen Adolf Meckel von Hemsbach und Eugen Bracht durch Syrien, Palästina und Ägypten, von wo er Studien mitbrachte, die er in Gemälde umsetzte, die sich heute wieder besonderer Beliebtheit erfreuen. Das Werk „Wadi Feiran“ aus seiner Orientserie ist seit 1888 im Bestand der Alten Nationalgalerie Berlin.
1882/83 war er Mitarbeiter am Sedan-Panorama von Anton von Werner in Berlin und gemeinsam mit Eugen Bracht für die Ausführung aller landschaftlichen Darstellungen verantwortlich. Er malte auch die Landschaft zu dem im Berliner Panaoramagebäude ausgestellten Bismarck Diorama („Das Zusammentreffen Bismarcks mit Napoleon III. am Morgen des 2. September 1880 auf der Chaussee zwischen Donchery und Sedan“) von Anton von Werner.
Um 1887/1888 führten ihn seine Studien nach Lübeck, in die Traveregion von Gothmund und an die Ostsee.
Von 1883 bis 1889 war Schirm als Leiter des Ateliers für Landschaftsmalerei des Schlesischen Museums der Bildenden Künste in Breslau und danach von 1898 bis 1913 in Berlin tätig.
Als angesehener Erfinder im Bereich Momentaufnahme durch rauchfreies Blitzlicht eröffnete er 1889 ein Fotostudio in der Potsdamer Straße in Berlin, das erste Fotostudio, welches ausschließlich mit Magnesiumlicht fotografierte und kopierte. Es war ausgestattet mit modernster von ihm entwickelter Technik und er fotografierte dort den jungen Kaiser Wilhelm II. Im Bereich Fotografie war Schirm vor allem in den 1890er Jahren aktiv in Vereinen tätig und nahm an Ausstellungen teil. Seine Blitzlichtlampen wurden in Serie hergestellt und über eine Breslauer Firma vertrieben.
Bis 1907 war er in Berlin Mitarbeiter seines Schwagers Otto Lessing, entwickelte mit ihm neue Methoden und Verfahren und schuf für diesen kunstgewerbliche Arbeiten in Email und Keramik, u. a. 1902 für den Rolandbrunnens in Berlin-Tiergarten, den Erfrischungsraum im Kaufhaus Wertheim und das Restaurant Trarbach, sowie die Bemalung des Kuppelbaus der Großen Berliner Kunstausstellung mit Hans Koberstein, Woldemar Friedrich, Max Thiele, Max Friedrich Koch und Alexander Kips. Für den Preußischen Landtag schuf Schirm 1899 riesige Wandmalereien der Städteansichten von Kiel, Stettin und Danzig im Sitzungssaal und von Rom und Athen in der Handbibliothek.
In Berlin schloss er sich der Künstlervereinigung Werkring an, ferner war er Mitglied der Allgemeinen Deutschen Kunstgenossenschaft, im Verein für Deutsches Kunstgewerbe, im Reichsverband bildender Künstler Deutschlands, Gau Brandenburg, in der Schlesischen Gesellschaft von Freunden der Photographie, dort als Gründungsmitglied, Vorstand und später als Ehrenmitglied, im Photographischen Verein zu Berlin, in der Deutschen Gesellschaft von Freunden der Photographie in Berlin, im Club der Amateur-Photographen in Wien.
Schirms Heimattreue zu Wiesbaden dokumentiert sich durch seine Beteiligung an verschiedenen Ausstellungen, wie an der „Köglerischen Malschule“, in der er 1881 seine Orient-Bilder in dem damals „rund 51.000 Seelen“ zählenden Wiesbaden bekannt machte. Eines davon, die Jordanebene darstellend, wird im Museum Wiesbaden aufbewahrt. Auf der „Jubiläums-Kunst-Ausstellung“ des Nassauischen Kunstvereins 1897 zu seinem 50-jährigen Bestehen war er mit fünf Gemälden vertreten, wovon zwei als Leihgaben von Hermann Pagenstecher zur Verfügung gestellt wurden.
Ab 1907 widmete sich Schirm wieder intensiv der Landschaftsmalerei und besuchte häufig die Lüneburger Heide, wo er sich 1918 in Amelinghausen-Sottorf niederließ. Zehn Jahre später starb er dort im Alter von 75 Jahren. Beerdigt wurde er in Wiesbaden.

## Erfindungen

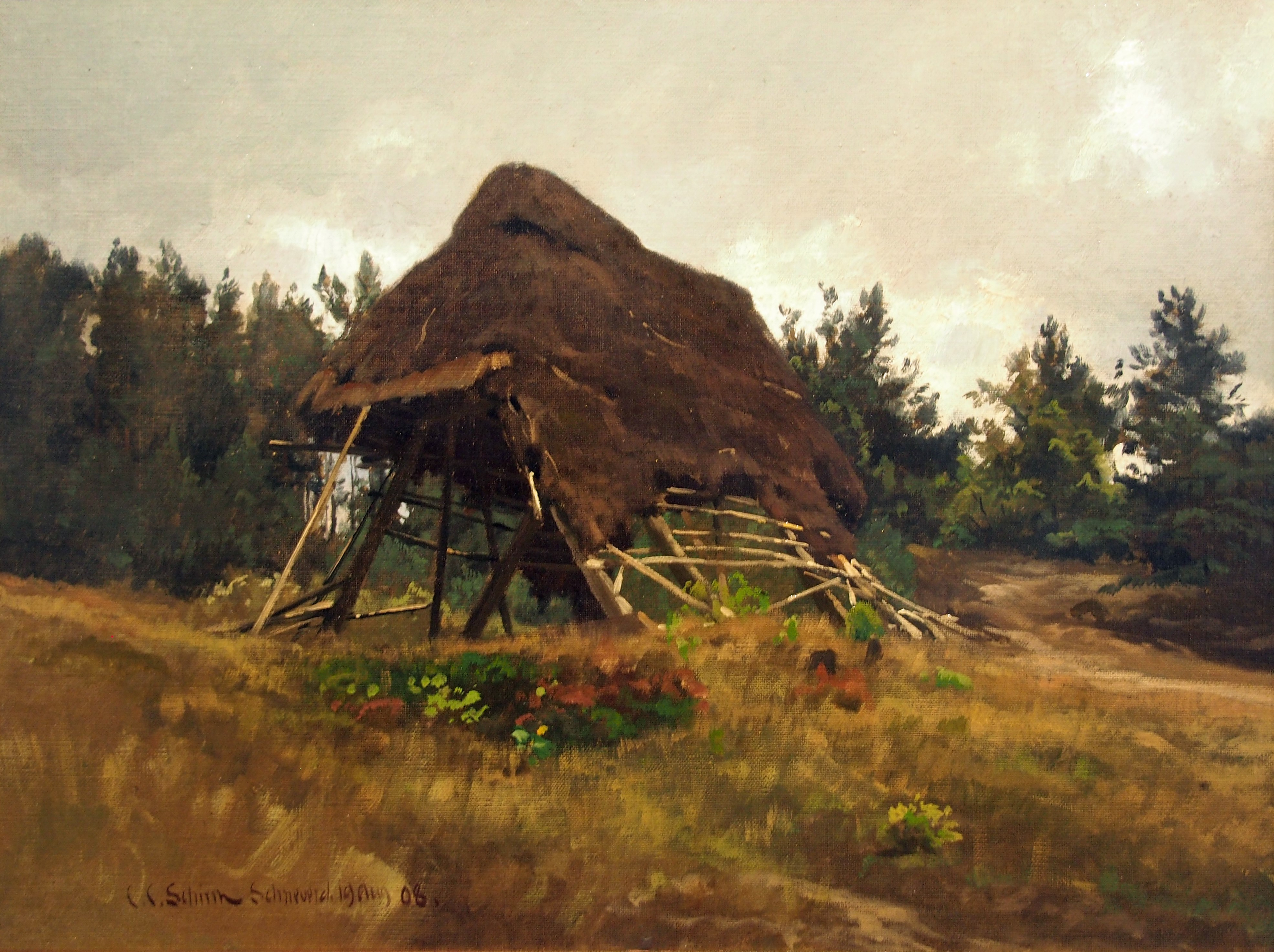
Verfallener Schafstall, Bomann-Museum, Celle

Die weitaus bekanntesten und erfolgreichsten Erfindungen von Schirm waren im Bereich der Fotografie.
Schon auf seiner Orientreise 1870/71 nahm er leicht transportierbare und von ihm eigens zu diesem Zwecke hergestellte Gelatine-Fotoblätter mit, um den zerstörerischen Umgang der Zollbehörden mit den bis dahin leicht zerbrechlichen Fotoplatten zu verhindern. Mitte der 1880er Jahre hat Schirm während seiner Lehrtätigkeit in Breslau mit photographischen Prozessen experimentiert und aufgrund des Wissens aus seinem Physik- und Chemie Studiums die Beseitigung von Defiziten bei der gerade bekannt gewordenen Moment-Fotografie mit Magnesiumlicht in Form von Blitzlicht in Angriff genommen.
Schirm erhielt am 4. April 1888 das Kaiserliche Reichspatent Nr. 45532 („Beleuchtungsapparat für photographische Zwecke“) auf die von ihm erfundene und nach ihm benannte Schirm’sche Magnesium-Blitzlampe. Mit ihr konnte erstmals in geschlossenen Räumen ungiftig, ohne Rauchentwicklung und Funkenflug geblitzt werden. Schirm veröffentlicht im selben Jahr den Aufsatz „Die Beleuchtung mit Magnesiumlicht zu photographischen Zwecken“ und 1891 den Beitrag „Ueber Magnesium-Blitzlicht“.
Am 19. November 1888 erfolgte die Patenterteilung Nr. 45721 an Schirm, in der sich deutlich vorab die Bedeutung seiner Zusammenarbeit mit dem Bildhauer Otto Lessing erkennen lässt: „Photomechanisches Verfahren zur Reproduction von Malereien oder plastischen Gegenständen im Character der Emaillen von Limoges.“
Mit dem Kaiserlichen Reichspatent Nr. 53005 am 25. Oktober 1889 („Vorrichtung zum Auslösen des Objectivverschlusses bei photographischen Apparaten und zur Einführung von Magnesiumpulver in einen Beleuchtungsapparat“) schuf er die Grundlage für den heute aus keiner Kamera mehr wegzudenkenden Mechanismus zur gleichzeitigen Auslösung vom Blitzlicht und Fotoaufnahme sowie der synchronisierten Auslösung von mehreren Blitzgeräten.
Im Oktober 1890 erhielt er das US-amerikanische Patent Nr. 446891, „Method of Producing Intense Light by Magnesium or other Glowing Materials“.
Am 12. März 1890 ließ er unter Reichspatentnummer 54423 („Neuerung in der Erzeugung von Magnesiumlicht“) seine ungefährlich transportable Magnesium-Blitzlampe patentieren. Weitere Patentefolgten mit Verbesserungen am 19. Dezember 1890 unter Nr. 62236 („Vorrichtung zur Erzeugung von Magnesiumlicht“) und Reichspatent Nr. 68501 am 28. Februar 1891.
C. C. Schirm erhielt am 16. Mai 1888 vom Kaiserlichen Patentamt das Reichspatent Nr. 46246 für seinen „Apparat für optische Telegraphie“. Dies war eine tragbare Blitzlampe, die in schneller Folge Blitze mit verschieden langen Pausen produzieren konnte, die zur optischen Übertragung von Mitteilungen dienen konnten, ähnlich dem elektrischen Morsen, ein zu dieser Zeit neuer Ansatz in der Signalübertragung. Am 15. November 1888 erhielt er das Schweizer Patent Nr. 43 für seinen „Optischen Apparat zur Telegraphie“. Am 17. Juli 1891 erhielt er für eine Verbesserungseinreichung das Reichspatent Nr. 62939. Nun wurde das Gebläse und damit der Blitz nicht jedes Mal einzeln durch einen Balg ausgelöst, sondern lag dauerhaft als Gasdruck an und wurde über eine Taste freigegeben. Dadurch konnten lange Mitteilungen einfach optisch übermittelt werden.

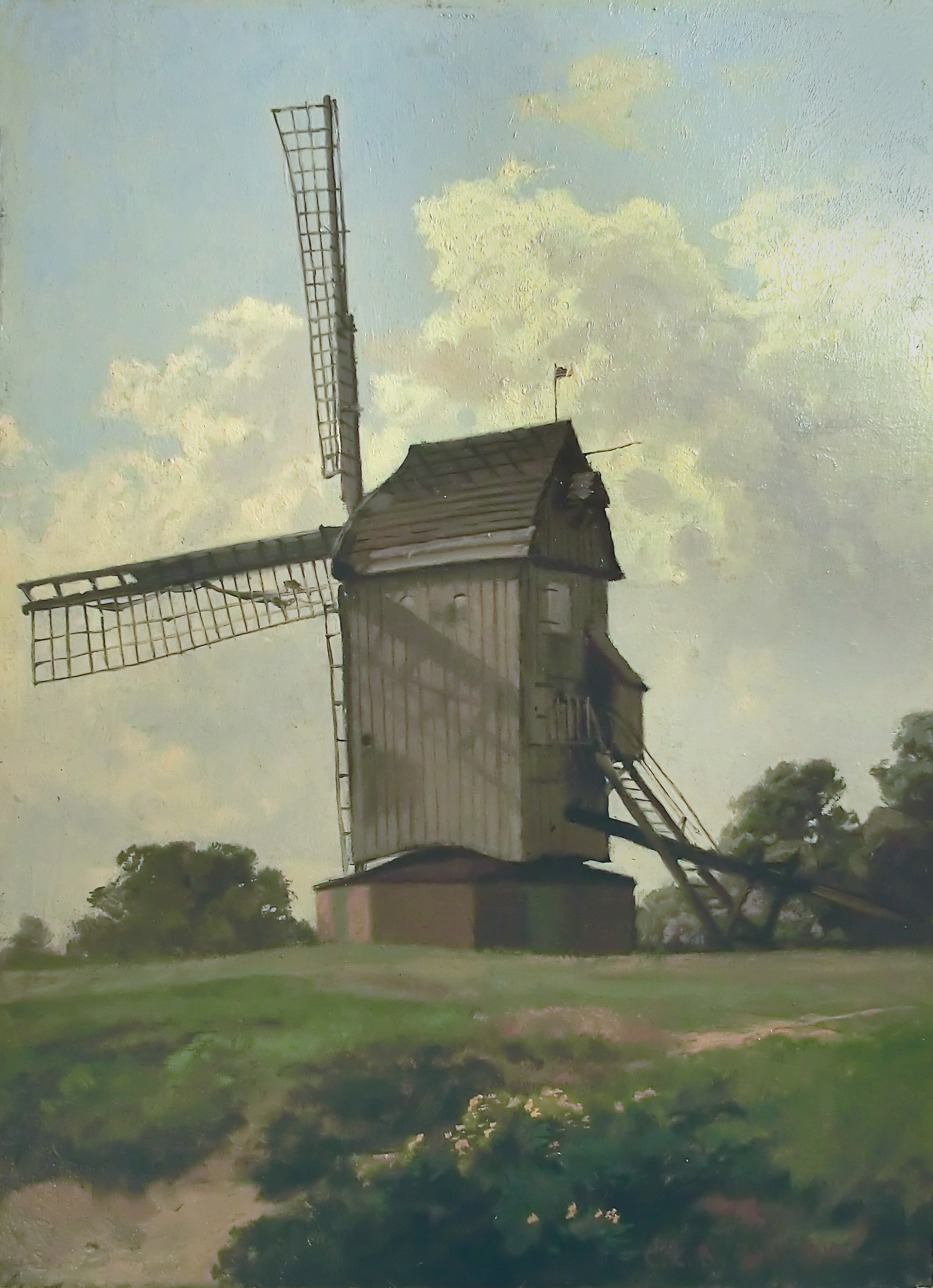
Alte Mühle

Weitere Patente in den Bereichen Drucktechnik, Keramik, Emaille, Abformung, Malmaterial:
- 1. September 1888: Spanien, Nr. 8492
- 23. Januar 1889: Schweiz, Nr. 340 „Selbstfärbende Druckstempel und Druckplatten“.
- 1. März 1890: Spanien, Nr. 10384 „Un nuevo procedimiento para fabricar las planchas de imprimir suministrando la tinta automáticamente“.
- 6. März 1894: Reichspatent Nr. 89250 „Verfahren zur Herstellung eines gleichmäßigen Silbergrundes für Emaillen“.
- 1896: „Verbesserte Haltbarkeit von Mineralfarben durch den Zusatz von farbigem Glaspulver“.
- 24. August 1896: Schweiz, mit Albert Silbermann, Nr. 13019 „Emaillierte Platte mit Silbergrund“.
- 26. September 1896: Großbritannien, Nr. 13163 „Improved Method of Producing an Even Silver Ground for Underlaying Enamel“.
- 7. November 1896: Großbritannien, Nr. 18949 „Improvement in Oil, Water Color, and other Painting“.
- 1897: mit Otto Lessing „Verfahren keramischer Formen für Museen“.
- 1897: mit Oto Lessing „Verfahren zur Herstellung keramischer Massen“.
- 1. März 1897: Spanien, Nr.20394 „Un procedimiento para obtener un fondo uniformo de plata para esmaltes“.
- 8. Mai 1897: Großbritannien, mit Otto Lessing, Nr. 4539 „Improved Process for Producing Ceramic Masses“
- 12. Juni 1897: Großbritannien, mit Otto Lessing, Nr. 10145 „Process for Reproducing Original Plastic Works“.
- 14. August 1897: Großbritannien, mit Otto Lessing, Nr. 11630 „Improvements in Artificial Stone for Grinding or Abrading Purposes“.
- 16. März 1899: Spanien, mit Otto Lessing, Nr. 23840 „Mejoras en el procedimiento de producir las pastas cerámicas“.
- 16. März 1899: Spanien, mit Otto Lessing, Nr. 23843 „Mejoras en el procedimiento de preparar la pintura para el óleo, la aquarela etc.“.
- 31. Oktober 1899: USA, mit Albert Silbermann, Nr. 635901 „Method of Enameling on Silver-Leaf“.
- 18. Mai 1905: Reichspatent zum: „Verfahren zur Herstellung einer Leimformmasse aus mit Salizylsäure versetztem Glyzerinleim“.

## Schüler und Schülerinnen
- Robert Śliwiński (1840–1902)
- Gertrud Staats (1859–1938)
- Willy Hamacher (1865–1909)
- Clara Sachs (1862–1921)
- Alexander Olbricht (1851–1892)
- Dora Seemann (1858–1928)
- Elisabeth von König
- Cäcilie Molinari

## Auszeichnungen
Auszeichnungen von C. C. Schirm sind kaum bekannt.
Er trug den Professorentitel als Vorsteher des Ateliers für Landschaftsmalerei am schlesischen Museum in Breslau von 1883 bis 1890.
Er erhielt auf der 59. (1887), 60. (1888) und auf der 61. (1889) Ausstellung der Königlichen Akademie der Künste, Berlin, jeweils eine „Ehrenvolle Erwähnung“.
Auf der internationalen Photographie Ausstellung in Wien, November 1888, erhielt er mit seiner Schlesischen Gesellschaft der Freunde für Photographie die „Grosse broncene Daguerre-Medaille“.
Im September 1889, anlässlich der Photographischen Jubiläumsausstellung in Berlin, wurde die Silbermedaille an ihn und die Schlesische Gesellschaft im Bereich Porträt, Landschaft, Architektur, sowie die bronzene Medaille an ihn als Erfinder im Bereich Chemikalien und Apparate verliehen.